# Saint George’s FC
Saint George’s FC – maltański klub piłkarski, mający swoją siedzibę w mieście Cospicua (Bormla) w południowo-wschodniej części kraju. Jest najstarszym klubem na Malcie i członkiem Club of Pioneers.

## Historia
Chronologia nazw:
- 1890: Saint George’s FC
- 1918: Cospicua Rangers FC
- 1919: Saint George’s FC
- 1929: Old Saint George’s FC
- 1934: Saint George’s FC

Klub piłkarski Saint George’s FC został założony w miejscowości Cospicua (Bormla) 30 kwietnia 1890 roku w wyniku fuzji miejskich drużyn Santa Margherita, St. Andrews oraz St. George’s. W sezonie 1911/12 zespół startował w First Division, gdzie zajął trzecie miejsce, w 1913/14 był drugim, a w 1916/17 osiągnął swój największy sukces zdobywając tytuł mistrza kraju. W sezonie 1918/19 klub nazywał się Cospicua Rangers FC. Do 1940, kiedy z powodu II wojny światowej rozgrywki piłkarskie zostały zawieszone, klub nie występował w rozgrywkach na najwyższym poziomie jedynie w sezonach 1909/10, 1914/15, 1919/20, 1920/21 (zdyskwalifikowany), 1922/23, 1923/24, 1924/25, 1928/29, 1930/31, 1931/32, 1932/33, 1933/34 i 1935/36. W 1929 klub zmienił nazwę na Old Saint George’s FC, ale w 1934 powrócił do pierwotnej nazwy Saint George’s FC.
Po wznowieniu rozgrywek w sezonie 1944/45 klub nie grał w First Division, ale następnie do 1952/53 był zawsze obecny na najwyższym szczeblu rozgrywek. W sezonie 1952/53 zajął ostatnie 8.miejsce i spadł do Second Division. W następnym sezonie zdobył mistrzostwo II dywizji i wrócił do I dywizji. W pierwszym po powrocie sezonie 1954/55 ponownie został sklasyfikowany na ostatniej 8.pozycji i następnie przez dwa lata występował w II dywizji. Jednak powrót znów był nieudany. Ostatnia 8.lokata w sezonie 1957/58 spowodował kolejny spadek do niższej ligi. Po roku klub wrócił do First Division i od sezonu 1959/60 pięć lat spędził w rozgrywkach najwyższej klasy. W sezonie 1963/64 po raz kolejny zajął ostatnie 8.miejsce i spadł do Second Division. W sezonie 1965/66 zwyciężył w II dywizji i wrócił do pierwszej ligi, ale w 1968/69 po raz kolejny zajął ostatnie 8.miejsce i spadł znów do Second Division. W sezonie 1971/72 zajął pierwsze miejsce w drugiej lidze i wrócił na rok do najwyższej klasy, potem w 1973/74 znów zwyciężył w Second Division i tym razem na dłużej wrócił do First Division. W 1974/75 nawet zdobył brązowe medale mistrzostw. Po zakończeniu sezonu 1979/80, w którym zajął ostatnie 10.miejsce spadł do drugiej ligi, zwanej po reformie systemu lig piłkarskich Division 1, a najwyższa klasa Premier League.
Po ponad 10 latach klub w sezonie 1991/92 został mistrzem Division 1 i w sezonie 1992/93 startował w Premier League, w której zajął przedostatnie 9.miejsce wracając do I dywizji. Po roku nieobecności w sezonie 1994/95 ponownie startował w Premier League. Jednak znów nie udało się utrzymać wśród najlepszych zespołów i po zajęciu ostatniego 10.miejsca klub spadł do Division 1. W sezonie 1997/98 został zdegradowany do Division 2. Sezon 1999/2000 klub zakończył na 11.pozycji i spadł po raz pierwszy raz w historii do Division 3. W sezonie 2000/01 zajął 3.miejsce ale w turnieju playoff nie potrafił wywalczyć promocji do wyższej klasy. Dopiero w sezonie 2002/03 zdobył mistrzostwo III dywizji i awansował do Second Division. W następnym 2003/04 ponownie zajął pierwsze miejsce, tym razem w II dywizji i wrócił do First Division. Po dwóch latach gry na zapleczu najwyższej klasy w sezonie 2005/06 zwyciężył w lidze i zdobył promocję do Premier League. Jednak powrót był nieudany, klub został sklasyfikowany na przedostatniej 9.pozycji w sezonie 2006/07 i spadł do First Division.
Sezon 2011/12 zakończył na ostatnim 12.miejscu i został zdegradowany do Second Division. W następnym sezonie uzyskał 4.lokatę w tabeli, która była premiowana awansem do I dywizji. W sezonie 2015/16 zajął przedostatnie 13.miejsce i ponownie spadł do Second Division.

## Sukcesy

### Trofea międzynarodowe
Nie uczestniczył w rozgrywkach europejskich (stan na 31-05-2017).

### Trofea krajowe
| \| \| Zdobyte trofea w rozgrywkach Malty (stan na: 31-05-2017) \| |                                                          |      |                                                                        |
| Rozgrywki                                                         | Osiągnięcie                                              | Razy | Sezon(y)                                                               |
| Mistrzostwo                                                       | I miejsce                                                | 1    | 1916/17                                                                |
| Mistrzostwo                                                       | II miejsce                                               | 4    | 1913/14, 1917/18, 1929/30, 1939/40                                     |
| Mistrzostwo                                                       | III miejsce                                              | 5    | 1911/12, 1926/27, 1927/28, 1938/39, 1974/75                            |
| Puchar                                                            | zdobywca                                                 | 3    | 1911/12, 1916/17, 1926/27                                              |
| Puchar                                                            | finalista                                                | 3    | 1927/28, 1936/37, 1949/50                                              |
| II liga                                                           | I miejsce                                                | 8    | 1953/54, 1956/57, 1958/59, 1965/66, 1971/72, 1973/74, 1991/92, 2005/06 |
| II liga                                                           | II miejsce                                               | ?    | ...                                                                    |
| II liga                                                           | III miejsce                                              | ?    | ...                                                                    |
| Malta                                                             | Zdobyte trofea w rozgrywkach Malty (stan na: 31-05-2017) |      |                                                                        |

- Second Division:
  - mistrz (3x): 1987/88, 1996/97, 2003/04

- Division 2 Sons of Malta Cup:
  - zdobywca (2x): 1971/72, 1973/74

- Christmas Cup:
  - zdobywca (1x): 1939/40

## Stadion
Klub rozgrywa swoje mecze domowe na stadionie narodowym Ta’ Qali Stadium w Ta’ Qali, który może pomieścić 17000 widzów. Również gra na własnym boisku Cospicua Ground (1000 widzów).

## Inne
- Paola United FC
- Tarxien Rainbows